# 犬山遊園站
犬山遊園站（日语：／ Inuyamayūen eki */?）是位於愛知縣犬山市犬山瑞泉寺，名古屋鐵道（名鐵）的犬山線車站，在乘客資訊上也是各務原線車站。車站編號為IY16。為愛知縣最北邊車站。所有列車均停此站。

## 歷史
- 1926年（大正15年）5月2日 - 名古屋鐵道關線（現時為犬山線）犬山站至此站開通，當時名為犬山橋站。
- 1944年（昭和19年） - 車站暫停營業。
- 1947年（昭和22年）4月5日 - 車站重開。
- 1949年（昭和24年）12月1日 - 車站改名為犬山遊園站。

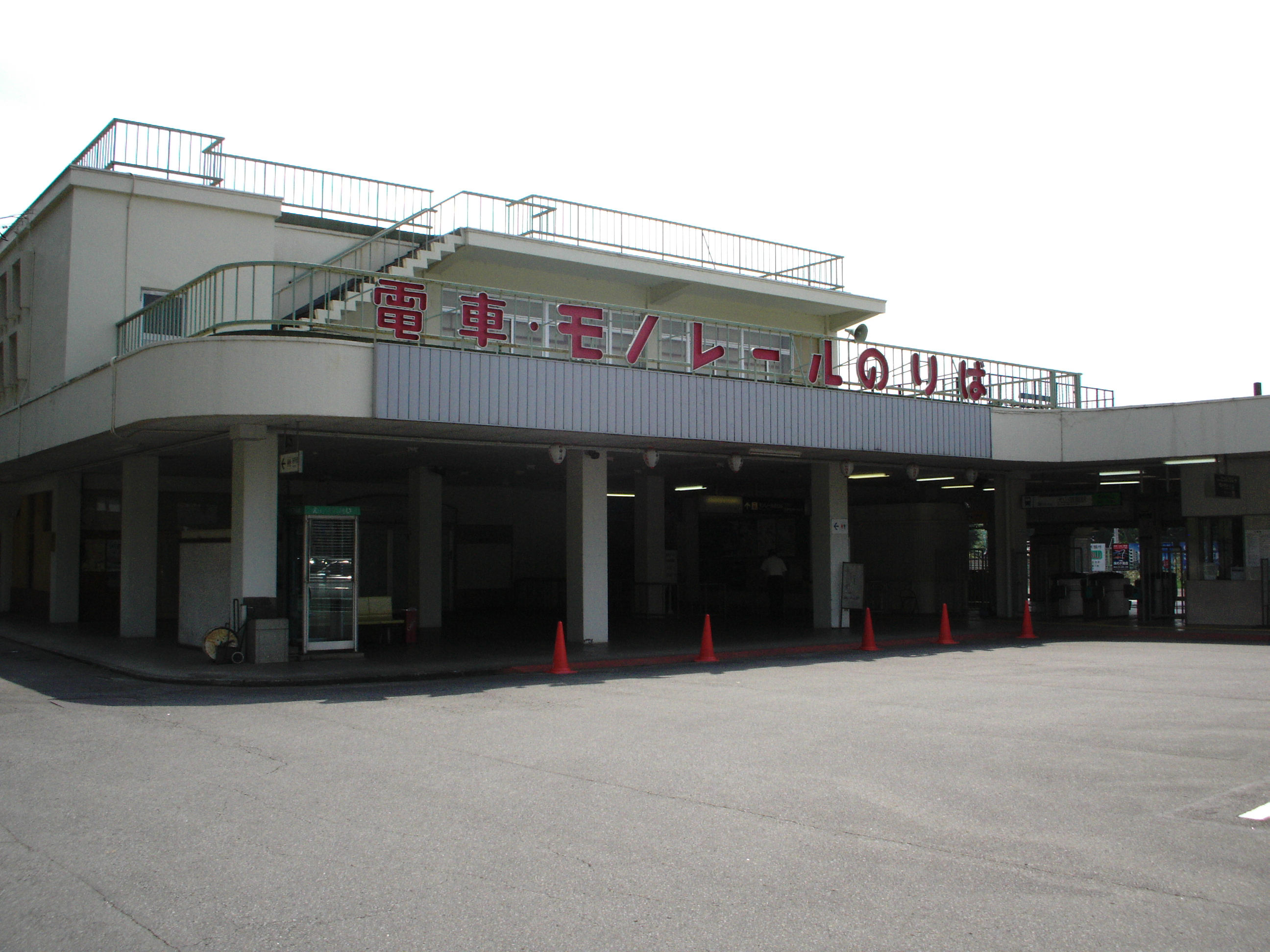
1962年（昭和37年）
  - 3月12日 - 車站大樓重建[2]。
  - 3月21日 - 猴子公園單軌鐵路線（當初名為萊茵公園單軌鐵路線）開業，成為轉乘車站。
- 1985年（昭和60年）9月10日 - 西車站大樓開始使用[3]。
- 1999年（平成11年）12月4日 - 在此站通過的特急「北阿爾卑斯」（2001年廢止）開始加停此站。
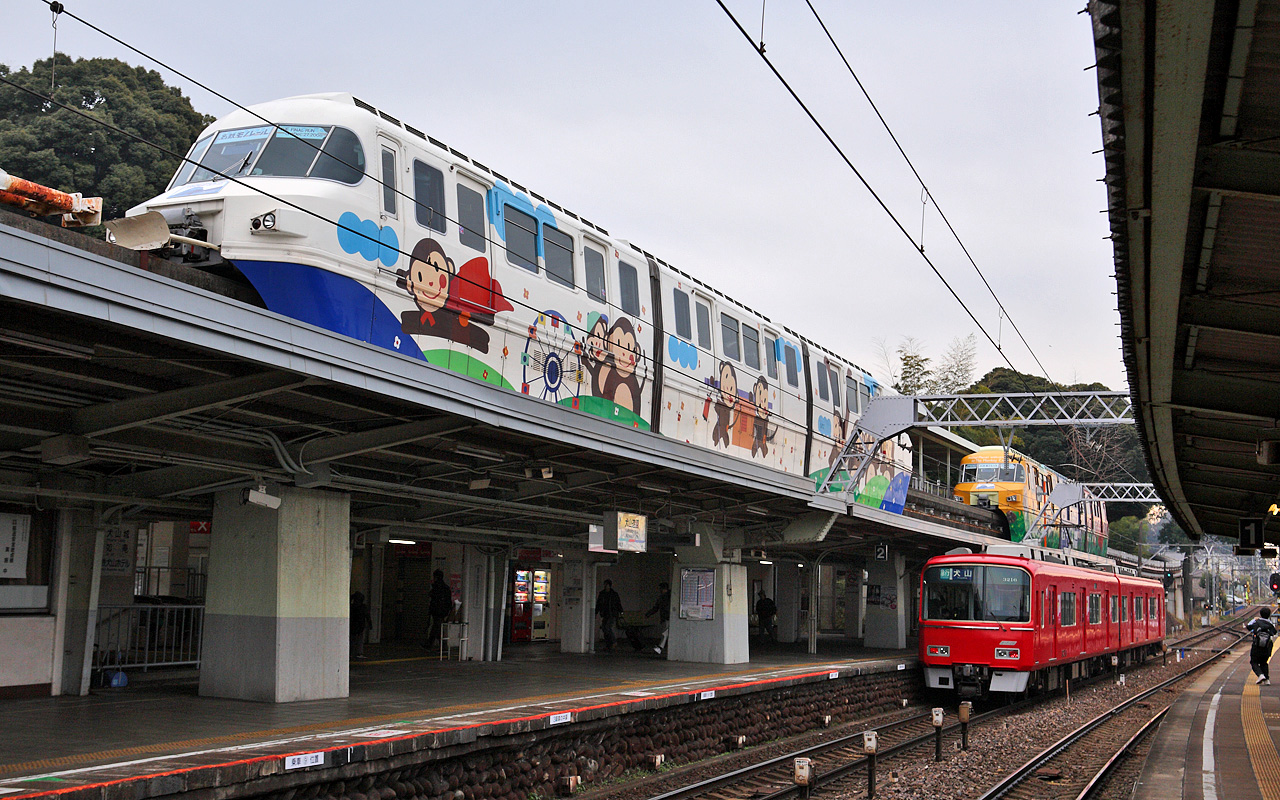
2008年（平成20年）12月28日 - 猴子公園單軌鐵路線線廢止，不再成為轉乘車站。
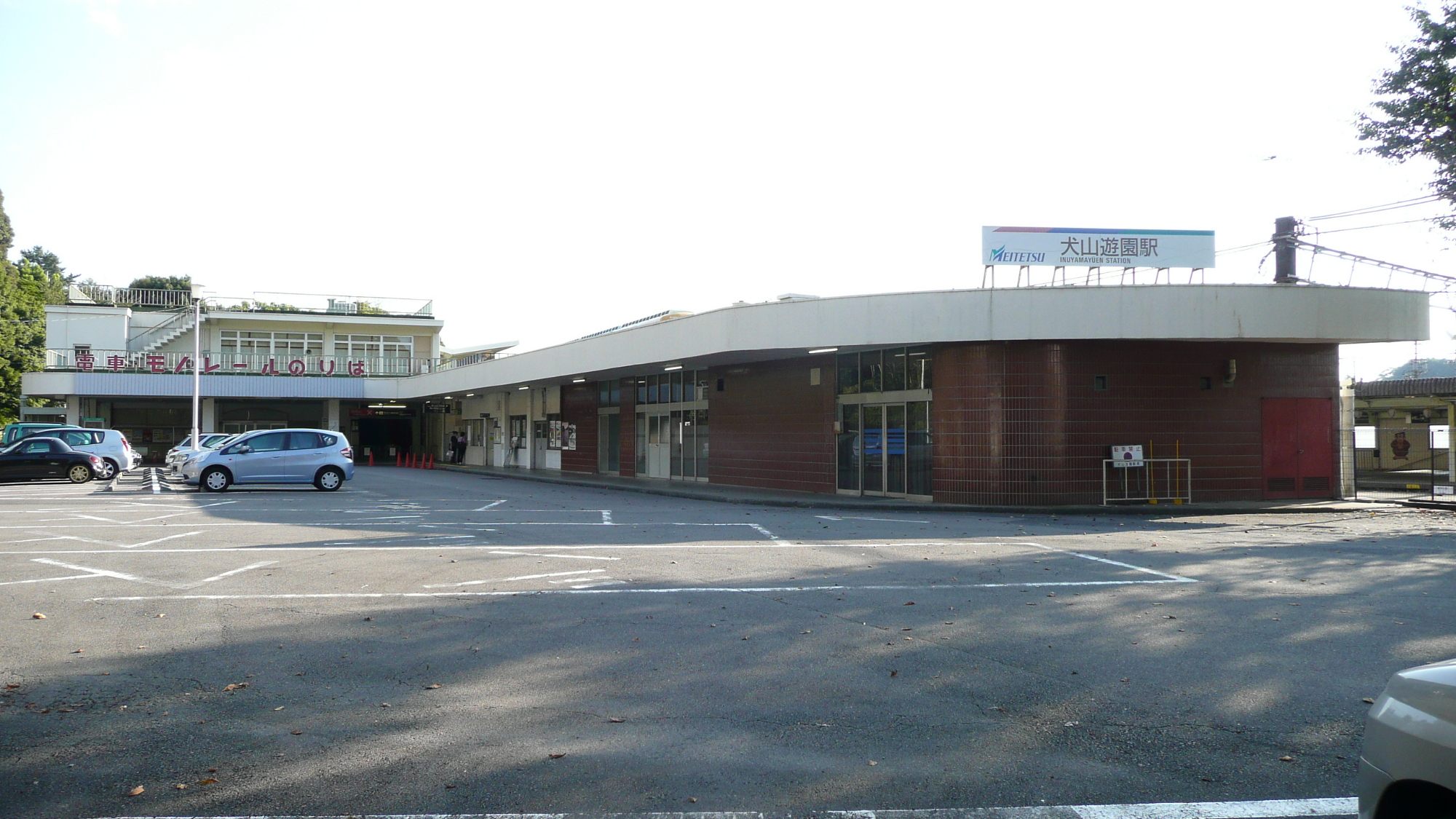
在單軌鐵路線廢止前的東出口

- 2011年（平成23年）2月11日 - 車站可以使用「manaca」IC卡。
- 2012年（平成24年）2月29日 - 車站不可使用交通儲值卡「Trans Pass（日语：トランパス (交通プリペイドカード)）」。

- 單軌鐵路線月台
- 單軌鐵路線與犬山線月台
- 在單軌鐵路線廢止前的東出口

## 車站構造
車站為地面車站，設有2面2線的相對式月台。車站職員在東出口車站大樓的當值時間為7:00至18:00。上下行月台之間設有行人隧道連接。月台北半部分設有半俓為290米的急彎。
車站南邊（近犬山站）設有渡線，於2018年設置，通常不會使用，但若犬山橋不能通行時會從1號月台折返往犬山站方向。在昭和40年代（1960年代至1970年代）與當時的國道41號共同使用犬山橋，而當時特急以此為終點站。在2000年代初或之郭，在假期、日本萊茵與行夏季納涼煙花大會或除夕時會設有臨時列車於此站為終點。連接成田山（最近的車站）經地下鐵鶴舞線至大須觀音之間。現時只會有煙火大會的臨時列車，並以新鵜沼站為終點。
| 月台 | 路線   | 上下行 | 方向                               |
| ---- | ------ | ------ | ---------------------------------- |
| 1    | 犬山線 | 下行   | 名鐵岐阜方向                       |
| 2    | 犬山線 | 上行   | 犬山、名鐵名古屋、中部國際機場方向 |

- 曾經存在的猴子公園單軌鐵路線（動物園方向）沒有月台編號。但是設有站名牌。
- 1號月台新鵜沼（犬山橋）方向的信號機不是此站的出發信號機，而是新鵜沼站的第1場內信號機。此外，在2號月台在進站前的信號機不是場內信號機，而是閉塞信號機。
- 可於此站進行犬山線與各務原線之間的轉乘（同月台轉乘）。若在犬山站或新鵜沼站轉乘時，可能需要使用樓梯前往另一個月台。

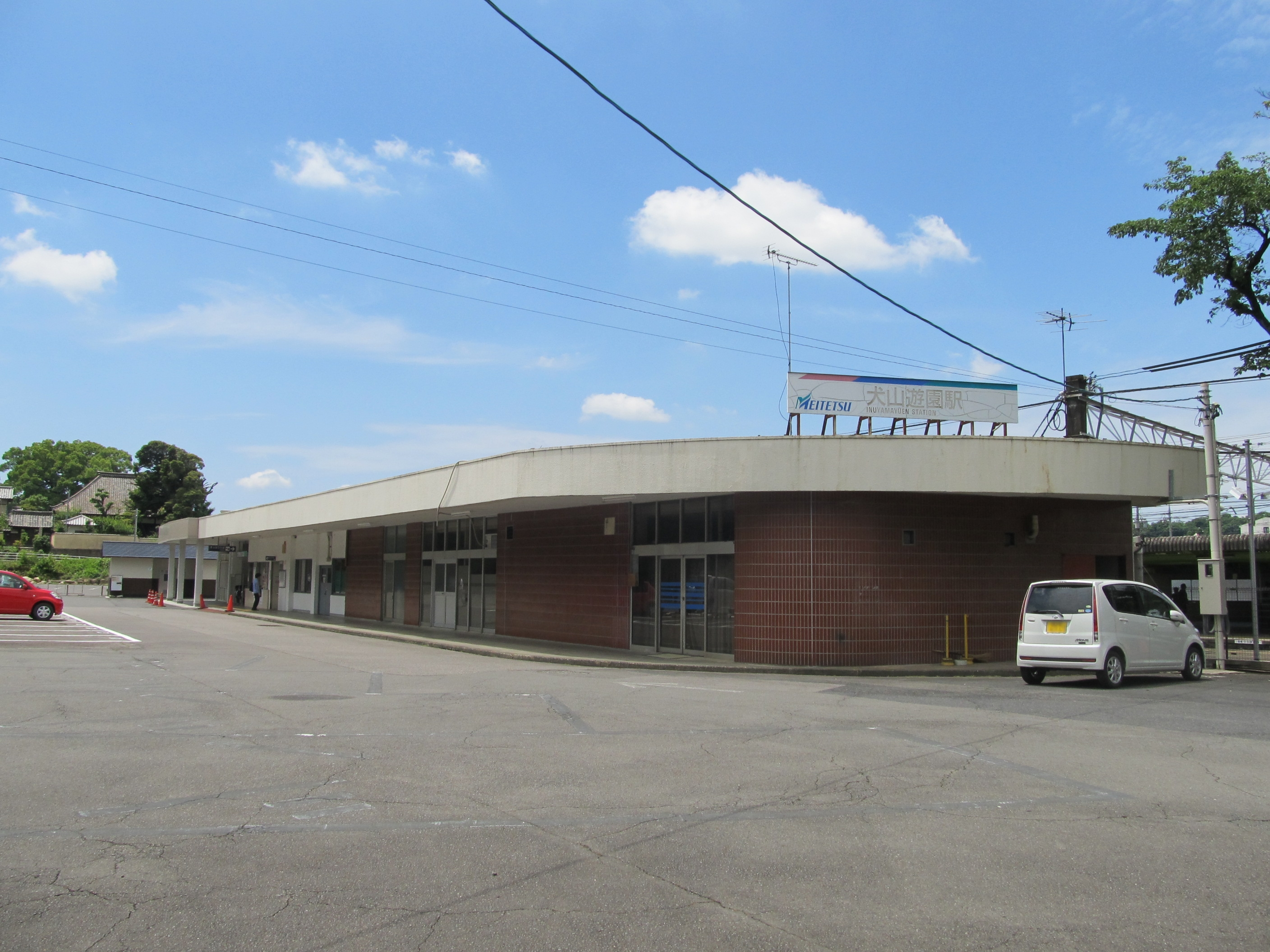
在單軌鐵路線廢止後的東出口 單軌鐵路月台的建築物已經撤走
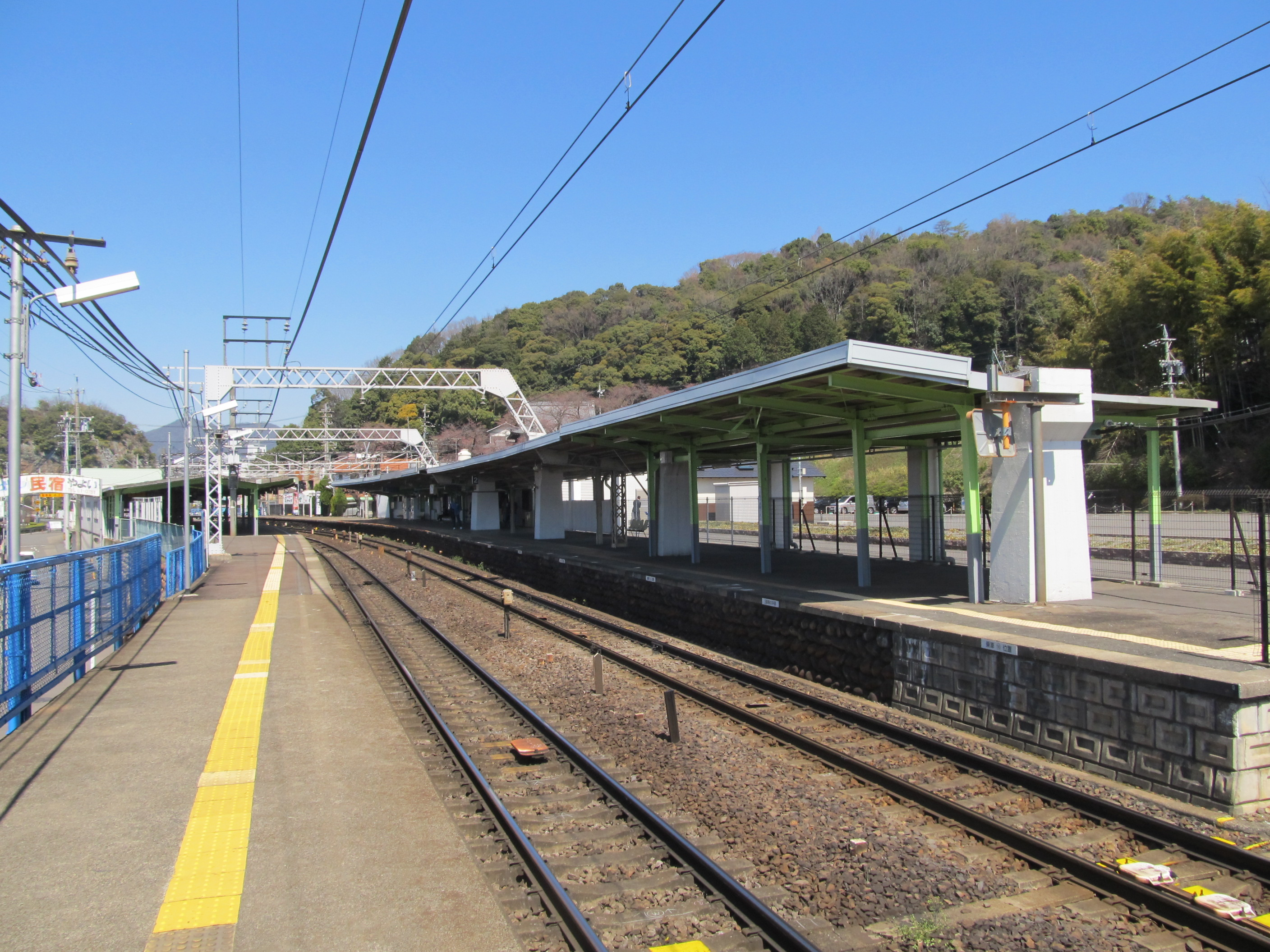
在單軌鐵路線廢止後的車站月台

## 使用狀況
- 在中提及在2013年度，當時1日平均上下車人次為1,502人，在名鐵所有車站（275站）排名第198，犬山線（17站）中排名第16[5]。
- 在中提及在1992年度，當時1日平均上下車人次為3,054人，除岐阜市內線均一車費區間內各站（岐阜市內線、田神線、美濃町線徹明町站至琴塚站之間）外名鐵所有車站（342站）中排名第138，犬山線（17站）中排名第14，單軌鐵路（3站）中排名第1[6]。
- 根據犬山市的統計資料，在2014年度1日平均乘車人次為653人，在2015年度1日平均乘車人次為724人。

雖然所有列車停此站，但是在犬山線的車站值次於犬山口站，為最少乘客使用的車站。如上節記述，在犬山線與各務原線之間的轉乘車站中，此站會較為方便，因此乘客多以於此站進行轉乘。

## 車站周邊
此站是位於木曾川中犬山市一方的河岸。在明治尾期至昭和初期為觀光景點。因此，車站附近的民宿與旅館已經成為廢墟。近年開始重建成為住宅區。
此站比犬山站較近犬山城，但由於在觀光路線中除了犬山城也包含城下町，因此前往犬山城的鐵路車站中主要是犬山站。車站前設有數間餐廳，並形成小規模的商店街。
- 犬山城
- 名鐵犬山酒店（日语：名鉄犬山ホテル）（犬山遊園遺址重建。設有天然溫泉。在酒店內設有茶室「如庵」）
- 瑞泉寺（日语：瑞泉寺 (犬山市)）
- 善光寺
- 成田山名古屋別院(犬山成田山)（日语：成田山名古屋別院大聖寺）
- 犬山寂光院（日语：寂光院 (犬山市)）（與此站之間設有臨時巴士運行）
- 犬山橋 - 2000年3月28日道路專用的「公路專用橋」完成，舊橋為鐵路專用。在以前汽車和犬山線列車使用同一橋粱上，成為電車同樣的通行形態。
- 木曽川鵜飼乘船處
- 日本萊茵下遊下船處
- 愛知縣道·岐阜縣道27號春日井各務原線（日语：愛知県道・岐阜県道27号春日井各務原線）（現時犬山橋公路專用橋的道路名稱）
- 愛知縣道185號栗栖犬山線（日语：愛知県道185号栗栖犬山線）（連接栗栖地區的寂光院、桃太郎神社道路名稱）

## 巴士路線
岐阜巴士
- 寂光院線　往寂光院
  - 只於毎月5日、18日與大祭日（8月9日、11月第2個星期日）運行。運行日中只限上午至黃昏前運行，大約每30分鐘一班。

## 相鄰車站
名古屋鐵道
  犬山線
□μ-SKY、□快速特急、■特急、□快速急行、■急行、■準急、■普通
犬山（IY15）－犬山遊園（IY16）－新鵜沼（IY17）

### 曾經存在的路線
名古屋鐵道
猴樂園單軌電車線
犬山遊園－成田山

## 注腳
1. ↑  犬山遊園駅 - 電車のご利用案内 （页面存档备份，存于），2018年2月25日參閲
2. ↑  名古屋鐵道廣報宣傳部（編）. . 名古屋鐵道. 1994: 1008.
3. ↑  名古屋鐵道廣報宣傳部（編）. . 名古屋鐵道. 1994: 581.
4. 1 2  駅時刻表：名古屋鉄道・名鉄バス （页面存档备份，存于），2019年3月24日參閲
5. ↑  名鐵120年史編纂委員會事務局（編）. . 名古屋鐵道. 2014: 160–162.
6. ↑  名古屋鐵道廣報宣傳部（編）. . 名古屋鐵道. 1994: 651–653.

## 外部連結
- 犬山遊園 - 名古屋鐵道